# Gebouw

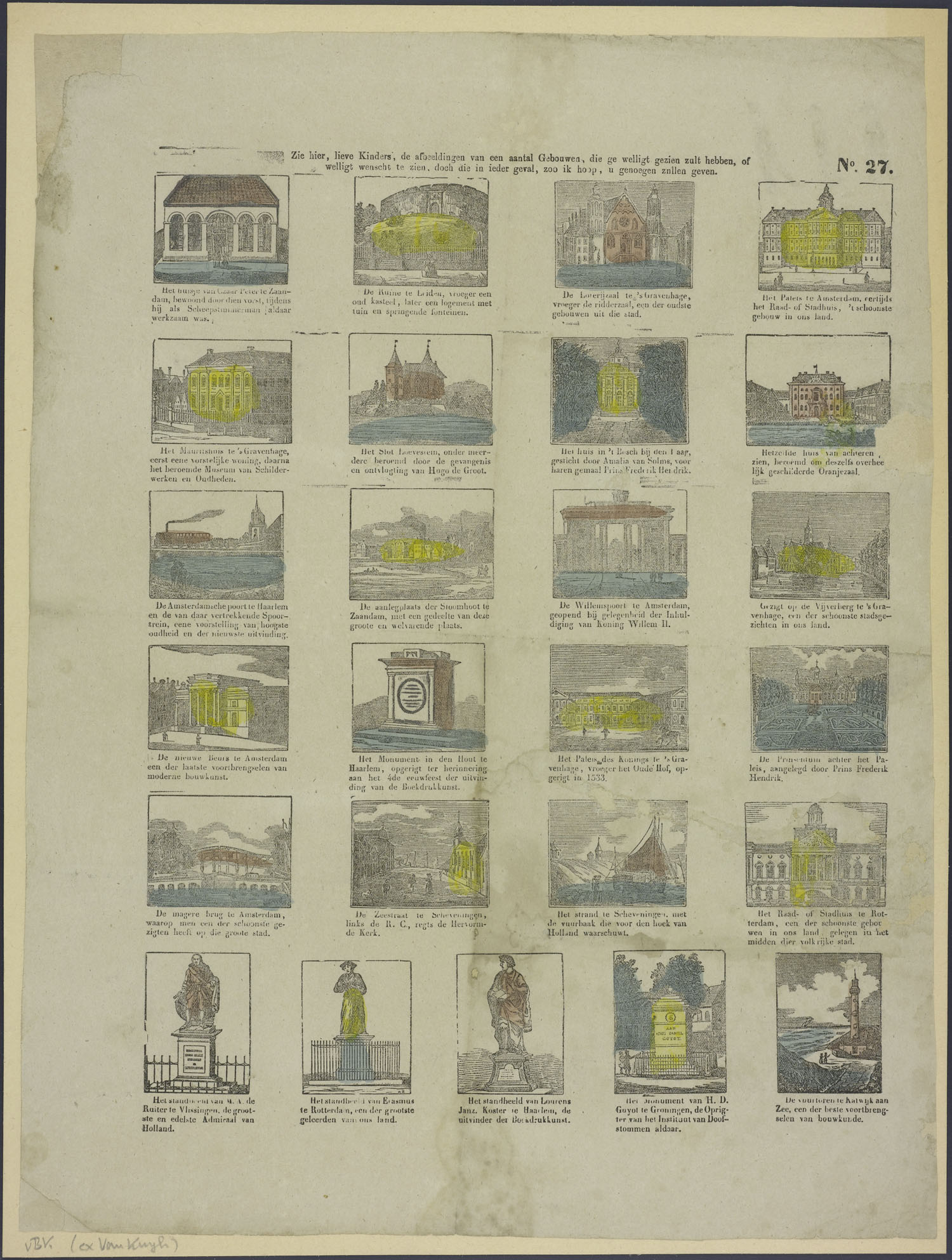
Bekende Nederlandse gebouwen op een centsprent (ca. 1860), o.a.: Tsaar Peter-huisje (Zaandam); Ridderzaal en Huis ten Bosch (Den Haag); Koninklijk Paleis en Beurs (Amsterdam); en stadhuis (Rotterdam).

Een gebouw is het voortbrengsel van de activiteit die bouwen heet. Bouwen is het vervaardigen van een gebouw door het samenvoegen van bouwmaterialen (zoals baksteen, hout en beton) tot een solide geheel. Gewoonlijk gebeurt dit bedrijfsmatig door de bouwnijverheid.

## Gebouw versus bouwwerk
Gebouw is meestal synoniem met bouwwerk. Woordenboeken geven dan ook als definitie van een bouwwerk: gebouw. Er zijn echter bouwwerken die geen gebouw genoemd kunnen worden, zoals standbeelden en bushaltes, dijken en viaducten etc..
Een gebouw kan vele vormen en functies hebben zoals:
- huisvesting: woningen, waaronder rijtjeshuizen, villa's en flats;
- ambtsgebouw: een paleis, een stadhuis, een parlementsgebouw;
- werkplaatsen zoals kantoorgebouwen en fabrieken;
- plaatsen om samen te komen zoals een gildehuis of een buurthuis;
- religieus gebouw: kerkgebouw (waaronder kathedraal en klooster), tempel, synagoge of moskee;
- culturele functies zoals een museum of een schouwburg;
- militaire functies zoals bij vestingwerk, een kasteel, burcht;
- opslag zoals een koetshuis of een silo;
- infrastructuur zoals een (trein)station of een transformatorhuisje.

Er zijn vele beroemde gebouwen in de architectuur. Gebouwen met een zekere historische of bouwkundige waarde kunnen worden geplaatst op een lijst van rijksmonumenten of van gemeentelijke monumenten. Ook kunnen gebouwen worden geplaatst op de werelderfgoedlijst van de UNESCO.

### Bebouwing
Bebouwing is de verzamelnaam voor de gebouwen, bijv. de bebouwing van een wijk, langs een kanaal (lintbebouwing).

## Noot
1. ↑   In Nederland maakt onder meer de Woningwet expliciet onderscheid tussen twee soorten bouwwerken: een bouwwerk, geen gebouw zijnde en een gebouw. Een gebouw wordt in Hoofdstuk I. Algemene bepalingen, Artikel 1, 1 Voor de toepassing van het bij of krachtens deze wet bepaalde wordt verstaan onder - gebouw omschreven als: elk bouwwerk, dat een voor mensen toegankelijke overdekte, geheel of gedeeltelijk met wanden omsloten ruimte vormt.